# Where Ironcrosses Grow
Where Ironcrosses Grow — шестой студийный альбом шведской дэт-метал-группы Dismember, выпущенный 8 марта 2004 года на лейбле Karmageddon Media.

## Об альбоме
Запись Where Ironcrosses Grow проходила в стокгольмской студии Sami Studio. Над обложкой диска работал Дэн Сигрейв, известный своими работами с Entombed, Suffocation и Morbid Angel.
Из интервью с ударником и основателем Dismember Фредом Эстбю о названии альбома:
Его [альбома] „отец“ - Матти (Кярки, вокалист). Объяснить его можно так — ты умираешь на полях сражений, а твоя слава, если она у тебя была, прорастает из земли.
Рецензент сайта AllMusic Алекс Хендерсон писал про альбом: «При всей своей помпезности и „зубодробительности“ — альбом Where Ironcrosses Grow получился менее экстремальным, чем большинство дэт-метал-альбомов, вышедших в Швеции в начале 2000-х. […] Материал альбома относительно мелодичен, прослеживается явное влияние на музыкантов трэш-метал-групп 80-х годов.

## Список композиций
| №                   | Название                      | Текст песни         | Музыка                                                      | Длительность |
| ------------------- | ----------------------------- | ------------------- | ----------------------------------------------------------- | ------------ |
| 1.                  | «Where Ironcrosses Grow»      | Матти Кярки         | Фред Эстбю, Давид Блумквист, Ричард Кабеса, Магнус Сальгрен | 2:35         |
| 2.                  | «Forged with Hate»            | Эстбю               | Эстбю                                                       | 2:55         |
| 3.                  | «Me-God»                      | Эстбю               | Блумквист, Кабеса                                           | 4:20         |
| 4.                  | «Tragedy of the Faithful»     | Кярки               | Эстбю, Блумквист                                            | 3:47         |
| 5.                  | «Chasing the Serpent»         | Эстбю               | Эстбю                                                       | 4:13         |
| 6.                  | «Where Angels Fear to Tread»  | Кярки               | Блумквист, Кабеса                                           | 4:43         |
| 7.                  | «Sword of Light»              | Кярки               | Эстбю, Блумквист                                            | 3:24         |
| 8.                  | «As the Coins upon Your Eyes» | Кярки               | Блумквист                                                   | 3:30         |
| 9.                  | «Children of the Cross»       | Кярки               | Блумквист, Кабеса                                           | 5:08         |
| 10.                 | «As I Pull the Trigger»       | Кярки               | Блумквист, Кабеса                                           | 3:38         |
| Общая длительность: | Общая длительность:           | Общая длительность: | Общая длительность:                                         | 38:14        |

## Участники записи
Dismember:
- Матти Кярки[англ.] — вокал
- Давид Блумквист — гитара, бас-гитара
- Ричард Кабеса[англ.] — бас-гитара
- Фред Эстбю[англ.] — ударные, продюсирование, звукорежиссёр, сведение

Технический персонал
- Олле Сандквист — звукорежиссёр
- Хоффе Станнов — мастеринг
- Дэн Сигрейв — обложка